# Закаливание растений
Зака́ливание расте́ний — повышение у растительных организмов устойчивости к воздействию неблагоприятных для них абиотических факторов внешней среды: низким либо высоким температурам, избытку или недостатку влаги, засоленности почвы. Наиболее часто о закаливании растений говорят применительно к повышению у них морозостойкости.
При закаливании в растениях обычно происходят следующие изменения: повышается содержание белков стрессорного ответа, повышается концентрация защитных веществ (особенно сахаров и пролина), происходит частичное обезвоживание клеток, повышается текучесть клеточных мембран, наблюдается синтез специфических веществ (обычно специфических белков).
Повышение устойчивости к низким температурам у многих растений происходит естественным путём осенью: когда температура опускается до 0 °C, начинается экспрессия генов белков холодового шока, в результате которого происходит функциональная и структурная перестройка клеток. При дальнейшем понижении температуры наступает следующая фаза закаливания, при которой вода выходит в межклетники и там превращается в лёд. В таком состоянии травянистые растения могут переносить морозы до минус 20 °C, а древесные растения — до минус 60 °C.
Искусственные мероприятия, способствующие закаливанию растений, можно условно разделить на две группы: одни мероприятия заключаются в воздействии на растения соответствующих абиотических факторов, но на таком уровне, который для них не является повреждающим; другие заключаются в обработке растений (их частей) антистрессорными, антиоксидантными и другими препаратами. Для искусственного закаливания растений с целью повышения их засухоустойчивости применяют намачивание семян с последующим их подсушиванием. Для повышения солестойкости растений семена выдерживают в растворах, химический состав которых соответствует солям той почвы, в которой будут расти взрослые растения.
Некоторые агроприёмы, применяемые при яровизации растений, способствуют их закаливанию, в то же время нельзя говорить, что яровизация является разновидностью закаливания, поскольку целью последнего не является ускорение перехода растений от вегетативного развития к генеративному.
В СССР изучение вопросов закаливания растений связано прежде всего с именами П. А. Генкеля (1903—1985), автора монографии «Физиология жаро- и засухоустойчивости растений» (1982), а также многих статей на эту тему, и И. И. Туманова (1894—1985), ставшего в 1979 году лауреатом премии Премии имени К. А. Тимирязева по совокупности работ по теме «Физиология закаливания и морозостойкости растений».